# Dahomey (kolonie)
Dahomey was een Franse kolonie die op 22 juni 1894 opgericht werd en vanaf 1899 deel uitmaakte van Frans-West-Afrika. In 1958 werd Frans-West-Afrika opgeheven en op 11 december 1958 werd de Republiek Dahomey opgericht, die op 1 augustus 1960 de onafhankelijkheid verkreeg.

Op 30 november 1975 werd de naam van het land gewijzigd in Benin.